# 彌都波能賣神
彌都波能賣神（日语：みづはのめのかみ）乃《古事記》之記述，《日本書紀》記作罔象女神（日语：みつはのめのかみ），該女神是日本神話裡的水神。該神明和闇淤加美神、闇御津羽神一樣，皆為日本神話裡具有代表性的水神。

## 概要

### 古事記之記載
依照《古事記》上卷之記述，伊邪那美命生下火之夜藝速男神時，下陰遭灼傷而臥病在床。其嘔吐物生成金山毘古神、金山毘賣神；糞便生成波邇夜須毘古神、波邇夜須毘賣神；尿液生成彌都波能賣神、和久產巢日神等二神，後者之女名曰豐宇氣毘賣神；不久伊邪那美命身故。

### 日本書紀之記載
根據《日本書紀》卷第一的伊奘諾尊、伊奘冉尊產神故事裡，第二種說法謂伊奘冉尊生火神軻遇突智時被燒死，臨終之際臥生土神埴山姬（（日語）ハニヤマヒメ）及水神罔象女，而軻遇突智娶埴山姬，生下稚產靈，此神頭上生蠶與桑，臍中生五穀。第四種說法則曰伊奘冉尊產下火神軻遇突智時，燠熱懊惱而嘔吐化作金山彥，小便化作罔象女，大便化成埴山媛。

## 解說
關於神名裡的「彌都波（（日語）ミズハ）」能寫成「水走」，作「引水灌溉」解；亦能寫成「水つ早」，作「水源的出現」（如井、泉等）解。《古事記》另提及之闇御津羽神（（日語）クラミツハノカミ），其「御津羽」的語源同此。至於《日本書紀》表記的「罔象」，則為中國神話中的水怪。

## 信仰
在日本，彌都波能賣神被視為灌溉用水之神、水井之神信仰，具有祈雨、止雨的神力，主祭的神社計有下述：
- 丹生川上神社中社（奈良縣吉野郡）
- 彌都波能賣神社（奈良縣磯城郡田原本町）：亦稱金剛寺。
- 大井神社（靜岡縣島田市大井町）
- 罔象女社（石川縣羽咋郡）

## 內部連結
- 闇淤加美神
- 伊奘冉尊
- 波邇夜須毘古神
- 金山毘古神
- 罔象

## 外部連結
- （日語）罔象女神 （页面存档备份，存于）
- （日語）丹生川上神社（中社） （页面存档备份，存于）